# Гауранг II
Абдул-Рахман Гауранг II (бл. 1858–1918) — останній незалежний мбанга (султан) Багірмі в 1885—1918 роках. Відомий також як Абд ар-Рахман IV.

## Життєпис
Походив з династії Кенга. Син аристократа Абдул-Рахмана. Народився близько 1858 року в столиці Масенья. 1870 року його батько став новим правителем Багірмі, поваливши мбангу Мухаммад III. 1871 року війська султанату Вадаї захопили столицю Багірмі, захопивши в полон Гауранга. Останній отримав освіту при дворі колака Вадаї. 
1884 року Юсуф, колак Вадаї, з військом виступив проти Буркоманди IV, якого 1885 повалив. Потім після декількох місяців поставив новим мбангом Багірмі.
У 1887 році Рабіх аз-Зубайр, правитель Дар-Кута, почав атакувати володіння Гауранга II. Останній звернувся по допомогу до Хашима, шеху Борну, проте марно. Втім війська Багірмі поступово зуміли зупинити ворожі напади.
1891 року Гауранг II відмовив Рабіх аз-Зубайру в укладанні торгівельної угоди, що було розцінено як оголошення війни. На початку 1893 року почалися відкриті бойові дії. після декількох поразок супротивник взяв в облогу місто Манджафа, що була другою столицею Багірмі. Разом з тим Рабіх почав війну проти Борну. Водночас допомогу надіслав Юсуф, колак Вадаю, але вони були переможені Рабіхом на підході до Манджафи. Невдовзі остання капітулювала. 1894 року Гауранг II зазнав нової тяжкої поразки, наслідком якої стало захоплення та плюндрування столиці Масенья.
Мбанга мусив переховуватися у південних областях, оскільки більша частина його володінь була захоплена. 1897 року уклав з Емілем Жантілем угоду про визнання французького протекторату. У відповідь війська Рабіха напали на місто Гулфей, що все ще підкорялося Гаурангу II, де було винищено майже все населення.
Оточення мбанги стало вимагати визнати зверхність Рабіха та розірвати угоду з Францією. Втім Гауранг II відмовився, втікши до міста Куно. 1899 року це місто було захоплено Бахіом. Французькі війська на чолі з Анрі Бретонне зазнали поразки в битві біля Тогбаю. 1900 року Гауранг II брав участь у битві біля Куссері, де було завдано поразки Рабіху аз-Зубайру, що загинув.
Відновлений на троні 1900 року, уклав 22 серпня нову угоду, за якою багірмі забезпечувався французький протекторат в обмін на постачання 132 т яловичини. Також Гауранг II погодився надавати французам свої війська. 1903 року під тиском Франції скасував рабство, але протягом декількох років продовжував набіги за рабами на лівому березі Бахр-Нголо. 1906 року уклав нову угоду, якою заборонялося підвищення податків та перетворення людей на рабів. Разом з тим податок за протекторат було зменшено до 53 т для забезпечення французьких залог Чекна (Масенья), Форт-Бретонне (Буссо) та Форт-де-Контет (Манджафа). Також синів мбанги було відправлено вчитися до Браззавілю.
Помер 1918 року. Йому спадкував син Абдул-Кадир III.